# Општина Вађулешти (Горж)
Вађулешти (рум. Văgiuleşti) општина је у Румунији у округу Горж.
Oпштина се налази на надморској висини од 302 m.